# Pont Saint-Michel (Chambord)
Pour les articles homonymes, voir pont Saint-Michel.
Le pont Saint-Michel est un pont situé à Chambord dans le département de Loir-et-Cher en région Centre-Val de Loire (France).
L'ouvrage franchit le Cosson dans le domaine national de Chambord.

## Description
Le pont Saint-Michel est un pont routier d'une quarantaine de mètres de longueur. Il franchit le Cosson au Nord-Ouest du château de Chambord.
Le pont en pierre est constitué de sept arches (5 grandes et 2 petites).